# Min pappa rockstjärnan
Min pappa rockstjärnan är ett tecknat program som gick på Nickelodeon. Gene Simmons från KISS har skapat programmet.

## Handling
Willy är killen som bara vill leva ett normalt liv, precis som alla andra barn. Men det är lättare sagt än gjort när man har en pappa som en gång varit rockstjärna.

## Skådespelare
- Joanne Vannicola - Willy Zilla (Huvudkaraktären)
- Lawrence Bayne - Rock Zilla (Rockstjärnan, pappa till Willy)
- Kathleen Laskey - Crystal Zilla (Willys mamma)
- Don Francks - Skunk (Före detta bussförare åt Zillas Turné-buss)
- Sarah Gadon - Alyssa (Willys bästa vän/flickvän)
- Martin Villafana - Quincy (Willys bästa vän)
- Stephanie Anne Mills - Serenity Zilla (Willys storasyster)
- Rob Stefaniuk - Buzz Sawchuck (En kille som brukar mobba Willy)